# Eleccions a les Juntes Generals del País Basc de 1979
Les eleccions a les Juntes Generals del País Basc de 1979 es van celebrar el 3 d'abril de 1979, escollint-se als membres de les primeres Juntes Generals d'Àlaba, de Guipúscoa i de Biscaia post-constitució de 1978. Al llarg de la mateixa jornada, es van celebrar també eleccions a les eleccions municipals.
El Partit Nacionalista Basc (EAJ-PNV) fou la candidatura triomfadora a les tres províncies o territoris històrics amb més d'un 30% dels vots emesos en tots tres territoris. Així, el PNB obtingué el control de les tres diputacions forals de la CAV. Com a segona força a Biscaia i Guipúscoa quedà Unitat Popular (HB), mentre que a Àlaba la segona força fou Unió de Centre Democràtic (UCD).

## Sistema electoral

Circumscripcions electorals (1979)

Durant les primeres eleccions a Juntes Generals basques, cada província o territori històric tenia una llei electoral pròpia i diferenciada. Així, no fou fins 1983 que s'homogeneitzaren els criteris i 1987, quan s'aprovà per norma foral. Els sistemes electorals de cada província foren els següents:
El sistema d'Àlaba era el més particular, ja que l'elecció dels procuradors no era directa com en les altres dues províncies, sinó que era pel nombre de regidors aconseguits en cada partit judicial. Els 57 procuradors es repartien entre 18 circumscripcions electorals anomenades hermandades o germandats.
Pel que fa a Biscaia, els 90 apoderats es repartien en quatre circumscripcions electorals basades en antics partits judicials: Primera-Bilbao, Segona-Guernica, Tercera-Durango i Quarta-Balmaseda. Com a Guipúscoa, l'elecció dels membres de la Junta General era per elecció directa mitjançant escrutini proporcional plurinominal amb llistes tancades en cadascuna de les circumscripcions electorals.
Per la seua banda, a Guipúscoa, els 81 junters es repartien en quatre circumscripcions electorals basades en els antics partits judicials d'Azpeitia, Sant Sebastià, Tolosa i Bergara. Com a Biscaia, l'elecció dels membres de la Junta General era per elecció directa mitjançant escrutini proporcional plurinominal amb llistes tancades en cadascuna de les circumscripcions electorals.

## Resultats electorals
| Eleccions a les Juntes Generals del País Basc de 1979 →                                                       | |         |         |        |        |
| Província | Diputat general i govern | Partit  | Vots    | %      | Escons |
| · Àlaba 57 procuradors · (Repartits en 18 Germandats)                                                         | - Diputat General: Emilio Guevara Saleta (EAJ-PNV) - Govern: EAJ-PNV - Cens: 174.145 - Abstenció: 60.342 (34,65%) - Nuls: 1.069 (0,94%) - En blanc: 491 (0,44%)         | EAJ-PNV | 36.866  | 32,70% | 26     |
| · Àlaba 57 procuradors · (Repartits en 18 Germandats)                                                         | - Diputat General: Emilio Guevara Saleta (EAJ-PNV) - Govern: EAJ-PNV - Cens: 174.145 - Abstenció: 60.342 (34,65%) - Nuls: 1.069 (0,94%) - En blanc: 491 (0,44%)         | UCD     | 28.215  | 25,03% | 14     |
| · Àlaba 57 procuradors · (Repartits en 18 Germandats)                                                         | - Diputat General: Emilio Guevara Saleta (EAJ-PNV) - Govern: EAJ-PNV - Cens: 174.145 - Abstenció: 60.342 (34,65%) - Nuls: 1.069 (0,94%) - En blanc: 491 (0,44%)         | IND     | 18.749  | 16,63% | 10     |
| · Àlaba 57 procuradors · (Repartits en 18 Germandats)                                                         | - Diputat General: Emilio Guevara Saleta (EAJ-PNV) - Govern: EAJ-PNV - Cens: 174.145 - Abstenció: 60.342 (34,65%) - Nuls: 1.069 (0,94%) - En blanc: 491 (0,44%)         | PSE     | 17.860  | 15,84% | 7      |
| · Àlaba 57 procuradors · (Repartits en 18 Germandats)                                                         | - Diputat General: Emilio Guevara Saleta (EAJ-PNV) - Govern: EAJ-PNV - Cens: 174.145 - Abstenció: 60.342 (34,65%) - Nuls: 1.069 (0,94%) - En blanc: 491 (0,44%)         | EE      | 3.754   | 3,33%  | 0      |
| · Àlaba 57 procuradors · (Repartits en 18 Germandats)                                                         | - Diputat General: Emilio Guevara Saleta (EAJ-PNV) - Govern: EAJ-PNV - Cens: 174.145 - Abstenció: 60.342 (34,65%) - Nuls: 1.069 (0,94%) - En blanc: 491 (0,44%)         | PCE-EPK | 3.512   | 3,12%  | 0      |
| · Àlaba 57 procuradors · (Repartits en 18 Germandats)                                                         | - Diputat General: Emilio Guevara Saleta (EAJ-PNV) - Govern: EAJ-PNV - Cens: 174.145 - Abstenció: 60.342 (34,65%) - Nuls: 1.069 (0,94%) - En blanc: 491 (0,44%)         | ORT     | 1.167   | 1,04%  | 0      |
| · Àlaba 57 procuradors · (Repartits en 18 Germandats)                                                         | - Diputat General: Emilio Guevara Saleta (EAJ-PNV) - Govern: EAJ-PNV - Cens: 174.145 - Abstenció: 60.342 (34,65%) - Nuls: 1.069 (0,94%) - En blanc: 491 (0,44%)         | EMK-OIC | 698     | 0,62%  | 0      |
| · Àlaba 57 procuradors · (Repartits en 18 Germandats)                                                         | - Diputat General: Emilio Guevara Saleta (EAJ-PNV) - Govern: EAJ-PNV - Cens: 174.145 - Abstenció: 60.342 (34,65%) - Nuls: 1.069 (0,94%) - En blanc: 491 (0,44%)         | AILL    | 628     | 0,56%  | 0      |
| · Àlaba 57 procuradors · (Repartits en 18 Germandats)                                                         | - Diputat General: Emilio Guevara Saleta (EAJ-PNV) - Govern: EAJ-PNV - Cens: 174.145 - Abstenció: 60.342 (34,65%) - Nuls: 1.069 (0,94%) - En blanc: 491 (0,44%)         | LKI-LCR | 429     | 0,38%  | 0      |
| · Àlaba 57 procuradors · (Repartits en 18 Germandats)                                                         | - Diputat General: Emilio Guevara Saleta (EAJ-PNV) - Govern: EAJ-PNV - Cens: 174.145 - Abstenció: 60.342 (34,65%) - Nuls: 1.069 (0,94%) - En blanc: 491 (0,44%)         | UFPV    | 365     | 0,32%  | 0      |
| · Biscaia 90 apoderats - Primera-Bilbao: 31 - Segona-Gernika: 17 - Tercera-Durango: 17 - Quarta-Balmaseda: 25 | - Diputat General: José María Makua Zarandona (EAJ-PNV) - Govern: EAJ-PNV - Cens: 866.185 - Abstenció: 335.226 (38,70%) - Nuls: 7.908 (1,49%) - En blanc: 2.543 (0,49%) | EAJ-PNV | 206.212 | 39,42% | 40     |
| · Biscaia 90 apoderats - Primera-Bilbao: 31 - Segona-Gernika: 17 - Tercera-Durango: 17 - Quarta-Balmaseda: 25 | - Diputat General: José María Makua Zarandona (EAJ-PNV) - Govern: EAJ-PNV - Cens: 866.185 - Abstenció: 335.226 (38,70%) - Nuls: 7.908 (1,49%) - En blanc: 2.543 (0,49%) | HB      | 103.507 | 19,79% | 19     |
| · Biscaia 90 apoderats - Primera-Bilbao: 31 - Segona-Gernika: 17 - Tercera-Durango: 17 - Quarta-Balmaseda: 25 | - Diputat General: José María Makua Zarandona (EAJ-PNV) - Govern: EAJ-PNV - Cens: 866.185 - Abstenció: 335.226 (38,70%) - Nuls: 7.908 (1,49%) - En blanc: 2.543 (0,49%) | PSE     | 80.200  | 15,33% | 13     |
| · Biscaia 90 apoderats - Primera-Bilbao: 31 - Segona-Gernika: 17 - Tercera-Durango: 17 - Quarta-Balmaseda: 25 | - Diputat General: José María Makua Zarandona (EAJ-PNV) - Govern: EAJ-PNV - Cens: 866.185 - Abstenció: 335.226 (38,70%) - Nuls: 7.908 (1,49%) - En blanc: 2.543 (0,49%) | UCD     | 58.217  | 11,13% | 11     |
| · Biscaia 90 apoderats - Primera-Bilbao: 31 - Segona-Gernika: 17 - Tercera-Durango: 17 - Quarta-Balmaseda: 25 | - Diputat General: José María Makua Zarandona (EAJ-PNV) - Govern: EAJ-PNV - Cens: 866.185 - Abstenció: 335.226 (38,70%) - Nuls: 7.908 (1,49%) - En blanc: 2.543 (0,49%) | PCE-EPK | 28.812  | 5,51%  | 3      |
| · Biscaia 90 apoderats - Primera-Bilbao: 31 - Segona-Gernika: 17 - Tercera-Durango: 17 - Quarta-Balmaseda: 25 | - Diputat General: José María Makua Zarandona (EAJ-PNV) - Govern: EAJ-PNV - Cens: 866.185 - Abstenció: 335.226 (38,70%) - Nuls: 7.908 (1,49%) - En blanc: 2.543 (0,49%) | EE      | 28.665  | 5,48%  | 4      |
| · Biscaia 90 apoderats - Primera-Bilbao: 31 - Segona-Gernika: 17 - Tercera-Durango: 17 - Quarta-Balmaseda: 25 | - Diputat General: José María Makua Zarandona (EAJ-PNV) - Govern: EAJ-PNV - Cens: 866.185 - Abstenció: 335.226 (38,70%) - Nuls: 7.908 (1,49%) - En blanc: 2.543 (0,49%) | EMK-OIC | 8.006   | 1,53%  | 0      |
| · Biscaia 90 apoderats - Primera-Bilbao: 31 - Segona-Gernika: 17 - Tercera-Durango: 17 - Quarta-Balmaseda: 25 | - Diputat General: José María Makua Zarandona (EAJ-PNV) - Govern: EAJ-PNV - Cens: 866.185 - Abstenció: 335.226 (38,70%) - Nuls: 7.908 (1,49%) - En blanc: 2.543 (0,49%) | LKI-LCR | 3.373   | 0,64%  | 0      |
| · Biscaia 90 apoderats - Primera-Bilbao: 31 - Segona-Gernika: 17 - Tercera-Durango: 17 - Quarta-Balmaseda: 25 | - Diputat General: José María Makua Zarandona (EAJ-PNV) - Govern: EAJ-PNV - Cens: 866.185 - Abstenció: 335.226 (38,70%) - Nuls: 7.908 (1,49%) - En blanc: 2.543 (0,49%) | ORT     | 2.948   | 0,56%  | 0      |
| · Biscaia 90 apoderats - Primera-Bilbao: 31 - Segona-Gernika: 17 - Tercera-Durango: 17 - Quarta-Balmaseda: 25 | - Diputat General: José María Makua Zarandona (EAJ-PNV) - Govern: EAJ-PNV - Cens: 866.185 - Abstenció: 335.226 (38,70%) - Nuls: 7.908 (1,49%) - En blanc: 2.543 (0,49%) | PTE     | 566     | 0,11%  | 0      |
| · Biscaia 90 apoderats - Primera-Bilbao: 31 - Segona-Gernika: 17 - Tercera-Durango: 17 - Quarta-Balmaseda: 25 | - Diputat General: José María Makua Zarandona (EAJ-PNV) - Govern: EAJ-PNV - Cens: 866.185 - Abstenció: 335.226 (38,70%) - Nuls: 7.908 (1,49%) - En blanc: 2.543 (0,49%) | UFPV    | 2       | 0,00%  | 0      |
| · Guipúscoa 81 junteros - Azpeitia: 11 - Sant Sebastià: 38 - Tolosa: 13 - Bergara: 19                         | - Diputat General: Xabier Aizarna Azula (EAJ-PNV) - Govern: EAJ-PNV - Cens: 507.142 - Abstenció: 194.450 (38,34%) - Nuls: 3.602 (1,15%) - En blanc: 1.340 (0,43%)       | EAJ-PNV | 108.271 | 35,03% | 33     |
| · Guipúscoa 81 junteros - Azpeitia: 11 - Sant Sebastià: 38 - Tolosa: 13 - Bergara: 19                         | - Diputat General: Xabier Aizarna Azula (EAJ-PNV) - Govern: EAJ-PNV - Cens: 507.142 - Abstenció: 194.450 (38,34%) - Nuls: 3.602 (1,15%) - En blanc: 1.340 (0,43%)       | HB      | 66.146  | 21,40% | 19     |
| · Guipúscoa 81 junteros - Azpeitia: 11 - Sant Sebastià: 38 - Tolosa: 13 - Bergara: 19                         | - Diputat General: Xabier Aizarna Azula (EAJ-PNV) - Govern: EAJ-PNV - Cens: 507.142 - Abstenció: 194.450 (38,34%) - Nuls: 3.602 (1,15%) - En blanc: 1.340 (0,43%)       | PSE     | 46.820  | 15,15% | 12     |
| · Guipúscoa 81 junteros - Azpeitia: 11 - Sant Sebastià: 38 - Tolosa: 13 - Bergara: 19                         | - Diputat General: Xabier Aizarna Azula (EAJ-PNV) - Govern: EAJ-PNV - Cens: 507.142 - Abstenció: 194.450 (38,34%) - Nuls: 3.602 (1,15%) - En blanc: 1.340 (0,43%)       | EE      | 35.214  | 11,39% | 10     |
| · Guipúscoa 81 junteros - Azpeitia: 11 - Sant Sebastià: 38 - Tolosa: 13 - Bergara: 19                         | - Diputat General: Xabier Aizarna Azula (EAJ-PNV) - Govern: EAJ-PNV - Cens: 507.142 - Abstenció: 194.450 (38,34%) - Nuls: 3.602 (1,15%) - En blanc: 1.340 (0,43%)       | UCD     | 26.017  | 8,42%  | 7      |
| · Guipúscoa 81 junteros - Azpeitia: 11 - Sant Sebastià: 38 - Tolosa: 13 - Bergara: 19                         | - Diputat General: Xabier Aizarna Azula (EAJ-PNV) - Govern: EAJ-PNV - Cens: 507.142 - Abstenció: 194.450 (38,34%) - Nuls: 3.602 (1,15%) - En blanc: 1.340 (0,43%)       | PCE-EPK | 9.868   | 3,19%  | 0      |
| · Guipúscoa 81 junteros - Azpeitia: 11 - Sant Sebastià: 38 - Tolosa: 13 - Bergara: 19                         | - Diputat General: Xabier Aizarna Azula (EAJ-PNV) - Govern: EAJ-PNV - Cens: 507.142 - Abstenció: 194.450 (38,34%) - Nuls: 3.602 (1,15%) - En blanc: 1.340 (0,43%)       | EMK-OIC | 6.519   | 2,11%  | 0      |
| · Guipúscoa 81 junteros - Azpeitia: 11 - Sant Sebastià: 38 - Tolosa: 13 - Bergara: 19                         | - Diputat General: Xabier Aizarna Azula (EAJ-PNV) - Govern: EAJ-PNV - Cens: 507.142 - Abstenció: 194.450 (38,34%) - Nuls: 3.602 (1,15%) - En blanc: 1.340 (0,43%)       | ORT     | 3.821   | 1,24%  | 3      |
| · Guipúscoa 81 junteros - Azpeitia: 11 - Sant Sebastià: 38 - Tolosa: 13 - Bergara: 19                         | - Diputat General: Xabier Aizarna Azula (EAJ-PNV) - Govern: EAJ-PNV - Cens: 507.142 - Abstenció: 194.450 (38,34%) - Nuls: 3.602 (1,15%) - En blanc: 1.340 (0,43%)       | LKI-LCR | 2.523   | 0,82%  | 0      |
| · Guipúscoa 81 junteros - Azpeitia: 11 - Sant Sebastià: 38 - Tolosa: 13 - Bergara: 19                         | - Diputat General: Xabier Aizarna Azula (EAJ-PNV) - Govern: EAJ-PNV - Cens: 507.142 - Abstenció: 194.450 (38,34%) - Nuls: 3.602 (1,15%) - En blanc: 1.340 (0,43%)       | EKA-PC  | 2.413   | 0,78%  | 0      |
| · Guipúscoa 81 junteros - Azpeitia: 11 - Sant Sebastià: 38 - Tolosa: 13 - Bergara: 19                         | - Diputat General: Xabier Aizarna Azula (EAJ-PNV) - Govern: EAJ-PNV - Cens: 507.142 - Abstenció: 194.450 (38,34%) - Nuls: 3.602 (1,15%) - En blanc: 1.340 (0,43%)       | UFPV    | 138     | 0,04%  | 0      |

## Resultats electorals per circumscripcions

### Àlaba
| Eleccions a les Juntes Generals d'Àlaba de 1979 → |                                                            |                                                   |                         | |                       |
| Germandat                                         | Regidors                                                   | Procuradors                                       | Germandat               | Regidors                                                                                                   | Procuradors           |
| Amurrio 4 procuradors                             | - EAJ-PNV: 5 - Independents: 4 - PSE: 2 - UCD: 2           | - EAJ-PNV: 2 - Independents: 2                    | Aramaio 1 procurador    | - EAJ-PNV: 13 - Independents: 3 - PSE: 2                                                                   | - EAJ-PNV: 1          |
| Arrazua- Ubarrundia 1 procurador                  | - EAJ-PNV: 8 - PSE: 4 - UCD: 2                             | - EAJ-PNV: 1                                      | Asparrena 1 procurador  | - EAJ-PNV: 10 - Independents 1: 9 - Independents 2: 2                                                      | - EAJ-PNV: 1          |
| Aiara 2 procuradors                               | - UCD: 11 - EAJ-PNV: 10 - Independents: 5 - UFV: 1         | - UCD: 1 - EAJ-PNV: 1                             | Barrundia 1 procurador  | - EAJ-PNV: 19 - UCD: 3 - Independents: 3 - ORT: 1                                                          | - EAJ-PNV: 1          |
| Bernedo 1 procurador                              | - EAJ-PNV: 11 - UCD: 10                                    | - EAJ-PNV: 1                                      | Kampezu 1 procurador    | - EAJ-PNV: 10 - UCD: 8 - Independents: 7                                                                   | - EAJ-PNV: 1          |
| Iruña Oka 1 procurador                            | - Independents: 5 - UCD: 3 - PSE: 1                        | - Independents: 1                                 | Labastida 1 procurador  | - EAJ-PNV: 17 - PSE: 11 - UCD: 11 - Independents: 7 - PCE-EPK                                              | - EAJ-PNV: 1          |
| Laguardia 1 procurador                            | - EAJ-PNV: 6 - UCD: 5 - PSE: 2 - Independents: 2 - UFV: 1  | - EAJ-PNV: 1                                      | Lantziego 2 procuradors | - UCD: 17 - EAJ-PNV: 9 - Independents Elvillar: 7 - Independents Moreda: 5 - Independents Oyón: 4 - PSE: 2 | - UCD: 1 - EAJ-PNV: 1 |
| Laudio 9 procuradors                              | - Independents: 6 - UCD: 6 - EAJ-PNV: 5 - PSE: 3 - AILL: 1 | - Independents: 3 - UCD: 3 - EAJ-PNV: 2 - PSE: 1  | Erribera 1 procurador   | - UCD: 21 - Independents: 10 - EAJ-PNV: 8 - UFV: 1                                                         | - UCD: 1              |
| Agurain 1 procurador                              | - Independents: 6 - EAJ-PNV: 3 - UCD: 2                    | - Independents: 1                                 | Gaubea 1 procurador     | - EAJ-PNV: 12 - Independents: 11                                                                           | - EAJ-PNV: 1          |
| Vitoria/Gazteiz 27 procuradors                    | - EAJ-PNV: 10 - UCD: 8 - PSE: 6 - Independents: 3          | - EAJ-PNV: 10 - UCD: 8 - PSE: 6 - Independents: 3 | Zuia 1 procurador       | - EAJ-PNV: 12 - Independents: 7                                                                            | - EAJ-PNV: 1          |

### Guipúscoa
| Eleccions a les Juntes Generals de Guipúscoa de 1979 → | |         |        |        |          |
| Partit Judicial                                        | Cens | Partit  | Vots   | %      | Junteros |
| Azpeitia 11 junteros                                   | - Cens: 49.768 - Votants: 32.732 (65,77%) - Abstenció: 17.036 (34,23%) - Nuls: 275 (0,84%) - Vàlids: 32.457 - Blancs: 56 (0,17%) - A candidatures: 32.401        | EAJ-PNV | 16.041 | 49,51% | 7        |
| Azpeitia 11 junteros                                   | - Cens: 49.768 - Votants: 32.732 (65,77%) - Abstenció: 17.036 (34,23%) - Nuls: 275 (0,84%) - Vàlids: 32.457 - Blancs: 56 (0,17%) - A candidatures: 32.401        | HB      | 5.199  | 16,05% | 2        |
| Azpeitia 11 junteros                                   | - Cens: 49.768 - Votants: 32.732 (65,77%) - Abstenció: 17.036 (34,23%) - Nuls: 275 (0,84%) - Vàlids: 32.457 - Blancs: 56 (0,17%) - A candidatures: 32.401        | EE      | 4.213  | 13%    | 1        |
| Azpeitia 11 junteros                                   | - Cens: 49.768 - Votants: 32.732 (65,77%) - Abstenció: 17.036 (34,23%) - Nuls: 275 (0,84%) - Vàlids: 32.457 - Blancs: 56 (0,17%) - A candidatures: 32.401        | UCD     | 2.203  | 6,8%   | 1        |
| Azpeitia 11 junteros                                   | - Cens: 49.768 - Votants: 32.732 (65,77%) - Abstenció: 17.036 (34,23%) - Nuls: 275 (0,84%) - Vàlids: 32.457 - Blancs: 56 (0,17%) - A candidatures: 32.401        | PSE     | 2.190  | 6,76%  | 0        |
| Azpeitia 11 junteros                                   | - Cens: 49.768 - Votants: 32.732 (65,77%) - Abstenció: 17.036 (34,23%) - Nuls: 275 (0,84%) - Vàlids: 32.457 - Blancs: 56 (0,17%) - A candidatures: 32.401        | EMK     | 769    | 2,37%  | 0        |
| Azpeitia 11 junteros                                   | - Cens: 49.768 - Votants: 32.732 (65,77%) - Abstenció: 17.036 (34,23%) - Nuls: 275 (0,84%) - Vàlids: 32.457 - Blancs: 56 (0,17%) - A candidatures: 32.401        | EKA     | 704    | 2,17%  | 0        |
| Azpeitia 11 junteros                                   | - Cens: 49.768 - Votants: 32.732 (65,77%) - Abstenció: 17.036 (34,23%) - Nuls: 275 (0,84%) - Vàlids: 32.457 - Blancs: 56 (0,17%) - A candidatures: 32.401        | PCE-EPK | 601    | 1,85%  | 0        |
| Sant Sebastià 38 junteros                              | - Cens: 270.357 - Votants: 155.120 (57,38%) - Abstenció: 115.237 (42,62%) - Nuls: 1.975 (1,27%) - Vàlids: 153.145 - Blancs: 621 (0,4%) - A candidatures: 152.524 | EAJ-PNV | 44.221 | 28,99% | 12       |
| Sant Sebastià 38 junteros                              | - Cens: 270.357 - Votants: 155.120 (57,38%) - Abstenció: 115.237 (42,62%) - Nuls: 1.975 (1,27%) - Vàlids: 153.145 - Blancs: 621 (0,4%) - A candidatures: 152.524 | HB      | 33.894 | 22,22% | 9        |
| Sant Sebastià 38 junteros                              | - Cens: 270.357 - Votants: 155.120 (57,38%) - Abstenció: 115.237 (42,62%) - Nuls: 1.975 (1,27%) - Vàlids: 153.145 - Blancs: 621 (0,4%) - A candidatures: 152.524 | PSE     | 29.614 | 19,42% | 8        |
| Sant Sebastià 38 junteros                              | - Cens: 270.357 - Votants: 155.120 (57,38%) - Abstenció: 115.237 (42,62%) - Nuls: 1.975 (1,27%) - Vàlids: 153.145 - Blancs: 621 (0,4%) - A candidatures: 152.524 | EE      | 17.705 | 11,61% | 5        |
| Sant Sebastià 38 junteros                              | - Cens: 270.357 - Votants: 155.120 (57,38%) - Abstenció: 115.237 (42,62%) - Nuls: 1.975 (1,27%) - Vàlids: 153.145 - Blancs: 621 (0,4%) - A candidatures: 152.524 | CI      | 16.947 | 11,11% | 4        |
| Sant Sebastià 38 junteros                              | - Cens: 270.357 - Votants: 155.120 (57,38%) - Abstenció: 115.237 (42,62%) - Nuls: 1.975 (1,27%) - Vàlids: 153.145 - Blancs: 621 (0,4%) - A candidatures: 152.524 | PCE-EPK | 4.412  | 2,89%  | 0        |
| Sant Sebastià 38 junteros                              | - Cens: 270.357 - Votants: 155.120 (57,38%) - Abstenció: 115.237 (42,62%) - Nuls: 1.975 (1,27%) - Vàlids: 153.145 - Blancs: 621 (0,4%) - A candidatures: 152.524 | EMK     | 2.768  | 1,81%  | 0        |
| Tolosa 13 junteros                                     | - Cens: 69.623 - Votants: 44.958 (64,57%) - Abstenció: 24.665 (35,43%) - Nuls: 720 (1,6%) - Vàlids: 44.238 - Blancs: 243 (0,54%) - A candidatures: 43.995        | EAJ-PNV | 17.357 | 39,45% | 6        |
| Tolosa 13 junteros                                     | - Cens: 69.623 - Votants: 44.958 (64,57%) - Abstenció: 24.665 (35,43%) - Nuls: 720 (1,6%) - Vàlids: 44.238 - Blancs: 243 (0,54%) - A candidatures: 43.995        | HB      | 10.928 | 24,84% | 4        |
| Tolosa 13 junteros                                     | - Cens: 69.623 - Votants: 44.958 (64,57%) - Abstenció: 24.665 (35,43%) - Nuls: 720 (1,6%) - Vàlids: 44.238 - Blancs: 243 (0,54%) - A candidatures: 43.995        | EE      | 6.288  | 14,29% | 2        |
| Tolosa 13 junteros                                     | - Cens: 69.623 - Votants: 44.958 (64,57%) - Abstenció: 24.665 (35,43%) - Nuls: 720 (1,6%) - Vàlids: 44.238 - Blancs: 243 (0,54%) - A candidatures: 43.995        | PSE     | 4.002  | 9,1%   | 1        |
| Tolosa 13 junteros                                     | - Cens: 69.623 - Votants: 44.958 (64,57%) - Abstenció: 24.665 (35,43%) - Nuls: 720 (1,6%) - Vàlids: 44.238 - Blancs: 243 (0,54%) - A candidatures: 43.995        | ORT     | 1.730  | 3,93%  | 0        |
| Tolosa 13 junteros                                     | - Cens: 69.623 - Votants: 44.958 (64,57%) - Abstenció: 24.665 (35,43%) - Nuls: 720 (1,6%) - Vàlids: 44.238 - Blancs: 243 (0,54%) - A candidatures: 43.995        | PCE-EKP | 1.392  | 3,16%  | 0        |
| Tolosa 13 junteros                                     | - Cens: 69.623 - Votants: 44.958 (64,57%) - Abstenció: 24.665 (35,43%) - Nuls: 720 (1,6%) - Vàlids: 44.238 - Blancs: 243 (0,54%) - A candidatures: 43.995        | EKA     | 1.115  | 2,53%  | 0        |
| Tolosa 13 junteros                                     | - Cens: 69.623 - Votants: 44.958 (64,57%) - Abstenció: 24.665 (35,43%) - Nuls: 720 (1,6%) - Vàlids: 44.238 - Blancs: 243 (0,54%) - A candidatures: 43.995        | EMK     | 926    | 2,1%   | 0        |
| Bergara 19 junteros                                    | - Cens: 117.394 - Votants: 79.882 (68,05%) - Abstenció: 37.512 (31,95%) - Nuls: 632 (0,79%) - Vàlids: 79.250 - Blancs: 420 (0,53%) - A candidatures: 78.830      | EAJ-PNV | 30.652 | 38,88% | 8        |
| Bergara 19 junteros                                    | - Cens: 117.394 - Votants: 79.882 (68,05%) - Abstenció: 37.512 (31,95%) - Nuls: 632 (0,79%) - Vàlids: 79.250 - Blancs: 420 (0,53%) - A candidatures: 78.830      | HB      | 16.125 | 20,46% | 4        |
| Bergara 19 junteros                                    | - Cens: 117.394 - Votants: 79.882 (68,05%) - Abstenció: 37.512 (31,95%) - Nuls: 632 (0,79%) - Vàlids: 79.250 - Blancs: 420 (0,53%) - A candidatures: 78.830      | PSE     | 11.014 | 13,97% | 3        |
| Bergara 19 junteros                                    | - Cens: 117.394 - Votants: 79.882 (68,05%) - Abstenció: 37.512 (31,95%) - Nuls: 632 (0,79%) - Vàlids: 79.250 - Blancs: 420 (0,53%) - A candidatures: 78.830      | EE      | 7.008  | 8,89%  | 2        |
| Bergara 19 junteros                                    | - Cens: 117.394 - Votants: 79.882 (68,05%) - Abstenció: 37.512 (31,95%) - Nuls: 632 (0,79%) - Vàlids: 79.250 - Blancs: 420 (0,53%) - A candidatures: 78.830      | UCD     | 6.867  | 8,71%  | 2        |
| Bergara 19 junteros                                    | - Cens: 117.394 - Votants: 79.882 (68,05%) - Abstenció: 37.512 (31,95%) - Nuls: 632 (0,79%) - Vàlids: 79.250 - Blancs: 420 (0,53%) - A candidatures: 78.830      | PCE-EPK | 3.463  | 4,39%  | 0        |
| Bergara 19 junteros                                    | - Cens: 117.394 - Votants: 79.882 (68,05%) - Abstenció: 37.512 (31,95%) - Nuls: 632 (0,79%) - Vàlids: 79.250 - Blancs: 420 (0,53%) - A candidatures: 78.830      | EMK     | 2.056  | 2,61%  | 0        |

### Biscaia
| Eleccions a les Juntes Generals de Biscaia de 1979 → | |         |        |        |           |
| Partit Judicial                                      | Cens | Partit  | Vots   | %      | Apoderats |
| Primera-Bilbao 31 apoderats)                         | - Cens: 327.572 - Votants: 194.707 (59,44%) - Abstenció: 132.865 (40,56%) - Nuls: 2.910 (1,49%) - Vàlids: 191.797 - Blancs: 496 (0,25%) - A candidatures: 192.357 | EAJ-PNV | 74.721 | 38,84% | 13        |
| Primera-Bilbao 31 apoderats)                         | - Cens: 327.572 - Votants: 194.707 (59,44%) - Abstenció: 132.865 (40,56%) - Nuls: 2.910 (1,49%) - Vàlids: 191.797 - Blancs: 496 (0,25%) - A candidatures: 192.357 | UCD     | 34.040 | 17,7%  | 6         |
| Primera-Bilbao 31 apoderats)                         | - Cens: 327.572 - Votants: 194.707 (59,44%) - Abstenció: 132.865 (40,56%) - Nuls: 2.910 (1,49%) - Vàlids: 191.797 - Blancs: 496 (0,25%) - A candidatures: 192.357 | HB      | 33.657 | 17,5%  | 6         |
| Primera-Bilbao 31 apoderats)                         | - Cens: 327.572 - Votants: 194.707 (59,44%) - Abstenció: 132.865 (40,56%) - Nuls: 2.910 (1,49%) - Vàlids: 191.797 - Blancs: 496 (0,25%) - A candidatures: 192.357 | PSE     | 27.305 | 14,19% | 5         |
| Primera-Bilbao 31 apoderats)                         | - Cens: 327.572 - Votants: 194.707 (59,44%) - Abstenció: 132.865 (40,56%) - Nuls: 2.910 (1,49%) - Vàlids: 191.797 - Blancs: 496 (0,25%) - A candidatures: 192.357 | EE      | 10.865 | 5,65%  | 1         |
| Primera-Bilbao 31 apoderats)                         | - Cens: 327.572 - Votants: 194.707 (59,44%) - Abstenció: 132.865 (40,56%) - Nuls: 2.910 (1,49%) - Vàlids: 191.797 - Blancs: 496 (0,25%) - A candidatures: 192.357 | PCE-EKP | 7.510  | 3,9%   | 0         |
| Primera-Bilbao 31 apoderats)                         | - Cens: 327.572 - Votants: 194.707 (59,44%) - Abstenció: 132.865 (40,56%) - Nuls: 2.910 (1,49%) - Vàlids: 191.797 - Blancs: 496 (0,25%) - A candidatures: 192.357 | EMK     | 2.316  | 1,2%   | 0         |
| Segona-Gernika 17 apoderats                          | - Cens: 138.358 - Votants: 92.129 (66,59%) - Abstenció: 46.229 (33,41%) - Nuls: 1.267 (1,38%) - Vàlids: 90.862 - Blancs: 226 (0,25%) - A candidatures: 90.636     | EAJ-PNV | 48.183 | 53,16% | 10        |
| Segona-Gernika 17 apoderats                          | - Cens: 138.358 - Votants: 92.129 (66,59%) - Abstenció: 46.229 (33,41%) - Nuls: 1.267 (1,38%) - Vàlids: 90.862 - Blancs: 226 (0,25%) - A candidatures: 90.636     | HB      | 20.571 | 22,7%  | 4         |
| Segona-Gernika 17 apoderats                          | - Cens: 138.358 - Votants: 92.129 (66,59%) - Abstenció: 46.229 (33,41%) - Nuls: 1.267 (1,38%) - Vàlids: 90.862 - Blancs: 226 (0,25%) - A candidatures: 90.636     | UCD     | 8.921  | 9,84%  | 1         |
| Segona-Gernika 17 apoderats                          | - Cens: 138.358 - Votants: 92.129 (66,59%) - Abstenció: 46.229 (33,41%) - Nuls: 1.267 (1,38%) - Vàlids: 90.862 - Blancs: 226 (0,25%) - A candidatures: 90.636     | EE      | 4.612  | 5,09%  | 1         |
| Segona-Gernika 17 apoderats                          | - Cens: 138.358 - Votants: 92.129 (66,59%) - Abstenció: 46.229 (33,41%) - Nuls: 1.267 (1,38%) - Vàlids: 90.862 - Blancs: 226 (0,25%) - A candidatures: 90.636     | PSE     | 4.399  | 4,85%  | 1         |
| Segona-Gernika 17 apoderats                          | - Cens: 138.358 - Votants: 92.129 (66,59%) - Abstenció: 46.229 (33,41%) - Nuls: 1.267 (1,38%) - Vàlids: 90.862 - Blancs: 226 (0,25%) - A candidatures: 90.636     | PCE-EPK | 1.713  | 1,89%  | 0         |
| Segona-Gernika 17 apoderats                          | - Cens: 138.358 - Votants: 92.129 (66,59%) - Abstenció: 46.229 (33,41%) - Nuls: 1.267 (1,38%) - Vàlids: 90.862 - Blancs: 226 (0,25%) - A candidatures: 90.636     | LKI     | 1.145  | 1,26%  | 0         |
| Segona-Gernika 17 apoderats                          | - Cens: 138.358 - Votants: 92.129 (66,59%) - Abstenció: 46.229 (33,41%) - Nuls: 1.267 (1,38%) - Vàlids: 90.862 - Blancs: 226 (0,25%) - A candidatures: 90.636     | EMK     | 1.013  | 1,12%  | 0         |
| Tercera-Durango 17 apoderats                         | - Cens: 147.249 - Votants: 91.985 (62,47%) - Abstenció: 55.264 (37,53%) - Nuls: 2.226 (2,42%) - Vàlids: 89.759 - Blancs: 935 (1,02%) - A candidatures: 88.764     | EAJ-PNV | 40.205 | 45,29% | 9         |
| Tercera-Durango 17 apoderats                         | - Cens: 147.249 - Votants: 91.985 (62,47%) - Abstenció: 55.264 (37,53%) - Nuls: 2.226 (2,42%) - Vàlids: 89.759 - Blancs: 935 (1,02%) - A candidatures: 88.764     | HB      | 20.365 | 22,94% | 4         |
| Tercera-Durango 17 apoderats                         | - Cens: 147.249 - Votants: 91.985 (62,47%) - Abstenció: 55.264 (37,53%) - Nuls: 2.226 (2,42%) - Vàlids: 89.759 - Blancs: 935 (1,02%) - A candidatures: 88.764     | PSE     | 13.182 | 14,85% | 2         |
| Tercera-Durango 17 apoderats                         | - Cens: 147.249 - Votants: 91.985 (62,47%) - Abstenció: 55.264 (37,53%) - Nuls: 2.226 (2,42%) - Vàlids: 89.759 - Blancs: 935 (1,02%) - A candidatures: 88.764     | PCE-EPK | 6.286  | 7,08%  | 1         |
| Tercera-Durango 17 apoderats                         | - Cens: 147.249 - Votants: 91.985 (62,47%) - Abstenció: 55.264 (37,53%) - Nuls: 2.226 (2,42%) - Vàlids: 89.759 - Blancs: 935 (1,02%) - A candidatures: 88.764     | EE      | 4.503  | 5,07%  | 1         |
| Tercera-Durango 17 apoderats                         | - Cens: 147.249 - Votants: 91.985 (62,47%) - Abstenció: 55.264 (37,53%) - Nuls: 2.226 (2,42%) - Vàlids: 89.759 - Blancs: 935 (1,02%) - A candidatures: 88.764     | EMK     | 2.088  | 2,35%  | 0         |
| Quarta-Balmaseda 25 apoderats                        | - Cens: 253.006 - Votants: 151.151 (59,74%) - Abstenció: 101.855 (40,26%) - Nuls: 1.505 (1%) - Vàlids: 149.646 - Blancs: 886 (0,59%) - A candidatures: 148.751    | EAJ-PNV | 43.103 | 28,98% | 8         |
| Quarta-Balmaseda 25 apoderats                        | - Cens: 253.006 - Votants: 151.151 (59,74%) - Abstenció: 101.855 (40,26%) - Nuls: 1.505 (1%) - Vàlids: 149.646 - Blancs: 886 (0,59%) - A candidatures: 148.751    | PSE     | 35.314 | 23,74% | 6         |
| Quarta-Balmaseda 25 apoderats                        | - Cens: 253.006 - Votants: 151.151 (59,74%) - Abstenció: 101.855 (40,26%) - Nuls: 1.505 (1%) - Vàlids: 149.646 - Blancs: 886 (0,59%) - A candidatures: 148.751    | HB      | 28.914 | 19,44% | 5         |
| Quarta-Balmaseda 25 apoderats                        | - Cens: 253.006 - Votants: 151.151 (59,74%) - Abstenció: 101.855 (40,26%) - Nuls: 1.505 (1%) - Vàlids: 149.646 - Blancs: 886 (0,59%) - A candidatures: 148.751    | UCD     | 15.256 | 10,26% | 3         |
| Quarta-Balmaseda 25 apoderats                        | - Cens: 253.006 - Votants: 151.151 (59,74%) - Abstenció: 101.855 (40,26%) - Nuls: 1.505 (1%) - Vàlids: 149.646 - Blancs: 886 (0,59%) - A candidatures: 148.751    | PCE-EKP | 13.303 | 8,94%  | 2         |
| Quarta-Balmaseda 25 apoderats                        | - Cens: 253.006 - Votants: 151.151 (59,74%) - Abstenció: 101.855 (40,26%) - Nuls: 1.505 (1%) - Vàlids: 149.646 - Blancs: 886 (0,59%) - A candidatures: 148.751    | EE      | 8.685  | 5,84%  | 1         |
| Quarta-Balmaseda 25 apoderats                        | - Cens: 253.006 - Votants: 151.151 (59,74%) - Abstenció: 101.855 (40,26%) - Nuls: 1.505 (1%) - Vàlids: 149.646 - Blancs: 886 (0,59%) - A candidatures: 148.751    | EMK     | 2.589  | 1,74%  | 0         |